# Zorro's Black Whip
Zorro's Black Whip (bra: O Chicote do Zorro) é um cinesseriado estadunidense de 1944, gênero aventura e faroeste, dirigido por Spencer Gordon Bennet e Wallace Grissell, em 12 capítulos, estrelado por Linda Stirling, George J. Lewis, Lucien Littlefield e Francis McDonald. Foi produzido e distribuído pela Republic Pictures, e veiculou nos cinemas estadunidenses a partir de 16 de novembro de 1944.
O filme foi feito após o popular filme The Mark of Zorro, da 20th Century-Fox, em 1940, e a Republic não apenas usou o personagem, mas capitalizou sobre tal uso. No entanto e apesar do título, Zorro não é o personagem deste seriado. O herói, na verdade heroína, é realmente chamada de The Black Whip (O Chicote Negro em português).
Partes deste seriado foram reutilizadas para outros seriados posteriores, como Don Daredevil Rides Again (1951) e Man with the Steel Whip (1954).

## Sinopse
Em Zorro's Black Whip o nome Zorro nunca é mencionado, mas uma mulher que se comporta como Zorro em Idaho luta contra um grupo de políticos corruptos como “The Black Whip” (Chicote Negro em português), depois que seu irmão (o original Black Whip) é morto.
Hammond, proprietário do serviço de diligências da cidade e e um cidadão líder do Conselho, é secretamente contra Idaho se tornar um estado – porque a proteção do governo destruiria o sistema e a organização que ele construiu – e realiza ataques contra cidadãos e colonos para evitar a ordem, mantendo a sua própria identidade em segredo como líder das organizações.
O governo local, porém, é impotente para agir fora da sua jurisdição, além do limite da cidade. Randolph Meredith, proprietário do jornal da cidade, atuando como The Black Whip opõe-se a este regime, mas é morto depois de evitar mais um golpe de estado. Sua irmã Bárbara Meredith, especialista em lutar com chicote e pistola, usa a fantasia e as armas de Randolph, e se torna The Black Whip no lugar de seu irmão, enfrentando Hammond e sua gangue cada vez que realizam algum ato hediondo em seus esforços para manter seu poder sobre a cidade.
Auxiliada pelo recentemente chegado agente especial do governo Vic Gordon, Barbara (Linda Stirling) como The Black Whip é obviamente bastante feminina, mas, mesmo depois de uma luta, os vilões não percebem que não estão lutando contra um homem. Depois que a cidade finalmente votou sobre se deve ou não aceitar se tornar um Estado, a maioria da gangue de Hammond é baleada ao tentar roubar as urnas. Hammond escapa e confronta Barbara em sua caverna, quando ela remove sua máscara. Ele a acerta, mas é atingido pelo garanhão de Black Whip. O terror termina, Vic permanece com Barbara e o governo mantém a paz no território.

## Elenco
- Linda Stirling … Barbara Meredith, “The Black Whip” e proprietária de um jornal
- George J. Lewis … Vic Gordon, um agente do governo aliado de Black Whip. Em um papel relacionado, Lewis mais tarde interpretou o pai de Diego de La Vega, Don Alejandro de la Vega, na série de televisão de Walt Disney, Zorro
- Lucien Littlefield … "Tenpoint" Jackson, o cômico tipógrafo do jornal que trabalha com Barbara Meredith
- Francis McDonald … Dan Hammond, o vilão
- Hal Taliaferro … Baxter
- John Merton … Ed Harris
- Stanley Price … Hedges
- Tom London ... James Bradley [Cap.1]
- Jay Kirby ... Randolph Meredith, “The Black Whip” original e irmão de Barbara [Cap.1]
- Tom Chatterton ... Vereador da cidade de Crescent

## Produção
Este seriado foi produzido com Linda Stirling como a estrela principal, devido ao sucesso popular do desempenho da atriz no seriado The Tiger Woman, em 1944. Zorro's Black Whip foi orçado em $134,899, porém seu custo final foi $145,251, e foi o mais barato seriado da Republic em 1944. Foi filmado entre 29 de julho e 26 de agosto de 1944 sob o título provisório The Black Whip, e foi a produção de número 1495. Apesar de fisicamente lutando com ela, os vilões nunca percebem que Black Whip obviamente é uma mulher.
Cenas de arquivo deste seriado foram reutilizadas em Don Daredevil Rides Again e Man with the Steel Whip.
Os sobrenomes dos dois personagens, Meredith e Gordon, são uma referência a dois seriados anteriores da Republic. A personagem Nyoka the Jungle Girl e seu pai tinham o sobrenome Meredith em Jungle Girl, mas seu sobrenome era Gordon na seqüência Perils of Nyoka.
Este foi um dos dois seriados em 12 capítulos de 1944, juntamente com o seriado em que Linda Stirling estreou, The Tiger Woman. Tinha sido um padrão da Republic produzir dois seriados de 12 capítulos e dois de 15 capítulos a cada ano desde 1938, mas em 1944 foi a última vez que isso ocorreu. Na verdade, a Republic só produziria mais dois seriados com 15 capítulos, Manhunt of Mystery Island e The Purple Monster Strikes, ambos em 1945 e estrelando Linda Stirling.
George J. Lewis, que interpreta o ajudante de Black Whip, geralmente desempenhava papéis de vilão, porém, tanto nesse, quanto em Ghost of Zorro, ele está ao lado dos heróis.

### Conexões com Zorro
Idealizado pelo escritor norte-americano Johnston McCulley, a primeira aparição do lendário personagem Zorro aconteceu nas páginas da revista pulp All-Story Weekly, em 1919. Publicada em cinco edições, com o título de The Curse of Capistrano, a história acabou ganhando as telas do cinema no ano seguinte, no filme  The Mark of Zorro. Em seguida, em virtude do enorme sucesso do filme, McCulley relançou a história sob o formato de um Romance, que acabou recebendo o mesmo título do filme: The Mark of Zorro.
Embora o seriado leve o crédito baseado no personagem criado por Johnston McCulley, nenhum Zorro aparece neste filme. Foi lançado como uma produção de Zorro aparentemente para que o estúdio pudesse certificar-se de que os espectadores o assistiriam. Considera-se que Black Whip é, na verdade, uma criação do estúdio e não de Johnston McCulley, o estúdio havia feito algo parecido em Jungle Girl de 1941, em que o nome da série veio de um conto do escritor Edgar Rice Burroughs, conhecido por ter criado Tarzan, porém, o seriado foi protagonizada por uma personagem criada pela Republic: Nyoka, no anos seguinte, lançou um novo seriado, dessa vez, sem mencionar o escritor: Perils of Nyoka.
O personagem Zorro foi adaptado pela primeira vez pelo estúdio em 1936 em The Bold Caballero, estrelado pelo ator Robert Livingston.
A Republic Pictures lançou vários seriados inspirados no Zorro: Zorro Rides Again, em 1937; Zorro's Fighting Legion, em 1939; Son of Zorro, em 1947; e Ghost of Zorro, em 1949. O seriado Daughter of Don Q apresenta a filha de Don Quantero, um herói parecido com Zorro, o título do seriado é uma referência ao filme Don Q, Son of Zorro de 1925, estrelado por Douglas Fairbanks. O filme é uma sequência de The Mark of Zorro de 1920 e é levemente baseado no romance de 1909, Don Q.'s Love Story, escrito por Hesketh Hesketh-Prichard e sua mãe, Kate O'Brien Ryall Prichard. O personagem do livro, Don Quebranta Huesos, era uma espécie de Robin Hood espanhol, e Fairbanks interpreta Cesar, o filho de Don Diego Vega, personagem que ele mesmo interpretou no filme de 1920.

## Lançamento
O lançamento oficial de Zorro's Black Whip foi em 16 de novembro de 1944, embora essa seja a data da disponibilização do 6º capítulo do seriado. Foi relançado em 8 de julho de 1957 , entre a reapresentação de The Purple Monster Strikes e Radar Men from the Moon. O último seriado da Republic fora lançado em 1955, e foi King of the Carnival.

## Capítulos
1. The Masked Avenger (23min 23s)
2. Tomb of Terror (14min 27s)
3. Mob Murder (14min 27s)
4. Detour to Death (14min 27s)
5. Take Off That Mask! (14min 26s)
6. Fatal Gold (14min 26s)
7. Wolf Pack (14min 26s)
8. The Invisible Victim (14min 26s)
9. Avalanche (14min 27s)
10. Fangs of Doom (14min 27s)
11. Flaming Juggernaut (14min 27s)
12. Trial of Tyranny (14min 26s)

Fonte: